# Abd ül-Hamid I
Abd ül-Hamid I, född 20 mars 1725, död 7 april 1789 var sultan av det Osmanska riket från 1774 fram till sin död.
Abd ül-Hamid var en svag härskare och riket, som befann sig i ett tillstånd av både inre och yttre svaghet, tvingades, efter ett krig mot Ryssland som påbörjats före Abd ül-Hamids tronbestigning, sluta freden i Kutsjuk-Kajnardzji år 1774, där man avträdde en betydande del av rikets besittningar vid Svarta havet.
Abd ül-Hamid bekämpade senare framgångsrikt åtskilliga uppror i rikets avlägsnare provinser. När Ryssland 1782 annekterade Krim förklarade han mot slutet av sin regeringstid i ett nytt krig med Ryssland, under vilket han avled 1789.